# Месть бедняка
«Месть бедняка» (фр. Jacquou le croquant; также известен под названием «Жак-бедняк») — французский исторический фильм 2007 года, поставленный по роману Эжена Ле Руа режиссёром Лораном Бутонна. Кинолента дважды номинировалась на премию Сезар в 2008 году. Картина рассказывает историю молодого дордоньского юноши во времена реставрации Бурбонов, который возглавляет восстание народа против ущемляющего права крестьян дворянства.

## Сюжет
1815 год. Молодой крестьянин Жаку счастливо живёт с родителями. Однажды, защищая свой дом, глава семейства убивает жестокого слугу графа Нансака. За поимку убийцы слуги назначено вознаграждение, и отец Жаку вынужден бежать из города. Однако, беглеца находят, судят, а после убивают в тюремной драке. Мать заставляет Жаку поклясться, что он непременно отомстит Нансаку. Семья покидает свой дом и пытается свести концы с концами. Мальчик знакомится с Гордячкой, младшей дочерью Нансака, и её смотрительницей, крестьянской девочкой Линой, с которой впоследствии становится лучшими друзьями. Родительница не выдерживает напряжения, заболевает и вскоре умирает.
Холодной зимой Жаку побирается на улице вместе с беспризорниками. Устав от скитаний, мальчик решает уйти вслед за отцом и матерью. В плачевном состоянии его обнаруживает местный кюре, который реанимирует мальчика с другом-врачом Шевалье. Жаку растёт при доме священника и работает служкой.
Уже юношей Жаку вновь сталкивается с Нансаком. Это происходит на соревновании танца. Граф вторгается на деревенский праздник и разрушает праздничное настроение крестьян. Его дочь Гордячка также танцует, чем показывает свою заинтересованность в молодом человеке. Жаку бросает вызов Нансаку. Некоторое время спустя приведённый в бешенство поступком мальчишки Нансак кидает Жаку в темницу. Преодолевая голод, холод и усталость Жаку удаётся вырваться на свободу, обнаружив потайной ход. Возвращаясь, Жаку строит план по захвату замка.
Жаку ведёт крестьян на замок Нансака. Происходит битва между заклятыми врагами, в которой юноша одерживает верх. Он не убивает Нансака, а разоряет его, чтобы тот всю жизнь вспоминал о былом величии и сокрушался. Отступая, крестьяне поджигают замок. Впрочем, Гордячка всё ещё в замке — Жаку против её воли спасает девушку.
Некоторое время спустя Жаку предстаёт перед трибуналом: его обвиняют в учинении беспорядков и выдуманном сексуальном насилии над Гордячкой. Тем не менее дочь Нансака свидетельствует в пользу Жаку и клянётся, что он никогда не трогал её. Юношу освобождают из-под стражи, а обедневший граф опять испытывает поражение.
Шевалье сообщает Жаку, что Гордячка покидает город в поисках работы. По настоянию любимой Лины бедняк идёт прощаться с ней. Обнимая девушку на прощанье, он понимает, что простил её.

## Актёрский состав
| В ролях          |  | Персонаж    |
| ---------------- |  | ----------- |
| Гаспар Ульель    |  | Жаку        |
| Лео Легран       |  | юный Жаку   |
| Мари-Жозе Кроз   |  | мать Жаку   |
| Альбер Дюпонтель |  | отец Жаку   |
| Жослин Киврен    |  | Нансак      |
| Жюдит Давис      |  | Лина        |
| Чеки Карио       |  | Шевалье     |
| Оливье Гурме     |  | кюре Бонали |
| Малик Зиди       |  |             |
| Божана Панич     |  | гордячка    |

## Награды и номинации
| Премия        | Категория                            | Имя                   | Результат |
| ------------- | ------------------------------------ | --------------------- | --------- |
| Сезар 2008 г. | Лучший дизайн костюмов               | Жан-Даниель Виллермоз | Номинация |
| Сезар 2008 г. | Лучшая работа художника-постановщика | Кристиан Марти        | Номинация |